# Tháng 6 năm 2006
Trang này liệt kê những sự kiện quan trọng vào tháng 6 năm 2006.

## Thứ năm, ngày1 tháng 6
- Lực lượng an ninh Palestine đã đồng loạt biểu tình vì không được trả lương từ khi nhóm Hamas lên nắm quyền.

## Thứ bảy, ngày3 tháng 6
- Sau cuộc trưng cầu dân ý, các nghị sĩ Montenegro tuyên bố độc lập từ Serbia và Montenegro, trở thành quốc gia độc lập thứ 193 và giải tán phần còn lại của Nam Tư.
- Cảnh sát Canada thông báo rằng đã bắt 17 người bị nghi là người khủng bố và ba tấn nitrat amôni, họ cho là nó sẽ được sử dụng trong cuộc tấn công gần Toronto.
- Sau cuộc bầu cử tại Cộng hòa Séc, đảng bảo thủ ODS dẫn đầu là Mirek Topolánek trở thành đảng mạnh nhất trong Hạ Nghị viện, nhưng các ghế được chia đều giữa hai khối đảng.

## Chủ nhật, ngày4 tháng 6
- Các nhà khoa học đưa ra giả thuyết rằng hố đất khổng lồ được tìm thấy dưới dải băng tại Wilkes Land, châu Nam Cực có liên quan tới Sự kiện Permi-Trias, sự kiện tuyệt chủng lớn nhất trong lịch sử Trái Đất.

## Thứ hai, ngày5 tháng 6
- Dân quân của Liên minh Tòa án Hồi giáo chiến thắng ARPCT và chiếm hết Mogadishu, lần đầu tiên mà một chính quyền giữ cả thủ đô của Somalia từ năm 1991.
- Alan García của đảng tả APRA thắng Ollanta Humala của Liên minh Peru để trở thành Tổng thống Peru lần thứ hai.
- Sau khi Montenegro tuyên bố độc lập, Serbia bắt theo và giải tán Serbia và Montenegro xong.
- Bộ trưởng Quốc phòng Hoa Kỳ Donald Rumsfeld đến Việt Nam.

## Thứ tư, ngày7 tháng 6
- Hoa Kỳ và 14 nước châu Âu bác bỏ bản báo cáo 67 trang của Liên minh châu Âu về việc CIA đã tiến hành các hoạt động bắt giữ và chuyên chở tù nhân ngay trên các nước này.
- Hoa Kỳ, Anh, Pháp, Đức, Nga và Trung Quốc làm dịu căng thẳng hạt nhân với Iran bằng cách chấp thuận cho quốc gia Trung Đông này tiếp tục làm giàu urani có giới hạn.

## Thứ năm, ngày8 tháng 6
- Bà Haya Rashed Al-Khalifa (người Bahrain) chính thức kế nhiệm ông Jan Eliasson (người Thụy Điển) làm Chủ tịch Đại hội đồng Liên Hợp Quốc.
- Abu Musab al-Zarqawi, thủ lĩnh nhóm al-Qaeda ở Iraq bị giết chết tại tỉnh Diyala.

## Thứ sáu, ngày9 tháng 6
- Các nhà khoa học ở Hy Lạp nhận ra thêm câu khắc trên mặt máy Antikythera, máy tính tương tự được sản xuất vào khoảng năm 80 TCN.
- Hàng ngàn người dân Đài Loan dưới sự tổ chức của Đảng Đối lập Thân dân tụ tập tại Đài Bắc biểu tình đòi Tổng thống Trần Thủy Biển từ chức, vì những tai tiếng liên quan tới gia đình ông và những viên phụ tá chính trị của ông. Những cáo buộc cho rằng ông đã dung túng cho con rể của mình là 1 bác sĩ đã gian dối trong chơi chứng khoán.
- Ba tù nhân tự sát tại Trại giam Vịnh Guantánamo.
- Giải vô địch bóng đá thế giới 2006 chính thức khai mạc với trận đấu giữa đội chủ nhà Đức và Costa Rica tại Allianz Arena ở thành phố München với tỷ số 4–2.

## Thứ bảy, ngày10 tháng 6
- Ba tù nhân đã tự sát tại nhà tù Guantanamo. Vụ việc nhanh chóng tạo nên dư luận phản đối mạnh mẽ.

## Chủ nhật, ngày11 tháng 6
- Albania ký Hiệp định Ổn định và Liên hiệp, bước đầu tiên trong quá trình gia nhập Liên minh châu Âu.

## Thứ năm, ngày15 tháng 6
- Serbia chính thức công nhận Montenegro là một quốc gia độc lập.

## Thứ sáu, ngày16 tháng 6
- Ông Phan Văn Khải xin từ nhiệm chức vụ Thủ tướng chính phủ Việt Nam.  Thanh Niên
- Prachanda, người dẫn đầu đảng chủ nghĩa Mao tại Nepal, tán thành tham gia một chính phủ lâm thời.
- Khu bảo tồn biển lớn nhất trên thế giới được thành lập ở vùng Tây Bắc Quần đảo Hawaii, thuộc tiểu bang Hawaii.

## Chủ nhật, ngày18 tháng 6
- Xứ Catalonia (Tây Ban Nha) biểu quyết chấp thuận Đạo luật Tự trị mới, bao gồm một điều khoản gọi Catalonia là một quốc gia.
- Con vị vua cuối cùng Ý Vittorio Emanuele bị bắt do những tội có liên quan đến một sòng bạc tại Campione d'Italia.

## Thứ hai, ngày19 tháng 6
- Hội đồng Nhân quyền Liên Hợp Quốc họp phiên đầu tiên tại Genève (Thụy Sĩ) với sự tham gia của trên 100 quốc gia. Ông Luis Alfonso de Alba (người México) được bầu làm Chủ tịch Hội đồng Nhân quyền.
- Hamas và Fatah ký thỏa thuận chấm dứt bạo lực giữa 2 phái.
- Hoa Kỳ ra tối hậu thư cho Iran về việc ngừng làm giàu urani.
- Hoa Kỳ, Nhật Bản và các quốc gia đồng minh gây sức ép với CHDCND Triều Tiên về việc thử tên lửa tầm xa.

## Thứ ba, ngày20 tháng 6
- Charles Taylor, cựu Tổng thống Liberia, bị dẫn độ từ Sierra Leone tới Den Haag để đối mặt với cáo buộc về các tội ác chiến tranh và chống loài người.

## Thứ tư, ngày21 tháng 6
- Khamis al-Obeidi, luật sư bào chữa chính của Saddam Hussein, bị ám sát tại Baghdad.

## Thứ năm, ngày22 tháng 6
- Ba thành phố Sochi (Nga), Salzburg (Áo), và Bình Xương (Pyeongchang, Hàn Quốc) được chọn để ứng cử đăng cai Thế vận hội Mùa đông 2014.
- Magen David Adom của Israel và Hội Trăng lưỡi liềm đỏ Palestine được nhận vào Hiệp hội Chữ thập đỏ – Trăng lưỡi liềm đỏ quốc tế.

## Thứ bảy, ngày24 tháng 6
- Hải quân Hoa Kỳ kết thúc Valiant Shield, cuộc tập trận giả lớn nhất của hải quân này ở Thái Bình Dương từ hồi Chiến tranh Việt Nam, đáng kể vì những quan sát viên của Hải quân Quân giải phóng Nhân dân Trung Quốc có mặt.

## Chủ nhật, ngày25 tháng 6
- Warren Buffett, người giàu thứ hai trên thế giới, cam kết đóng góp vào khoảng 30,7 tỷ đô la Mỹ bằng cổ phần cho Quỹ Bill & Melinda Gates, làm nó thành tổ chức từ thiện lớn nhất trong lịch sử.
- Bốn nhân viên ngoại giao của Nga tại Iraq bị lực lượng nổi dậy Iraq sát hại.
- Hai hãng sản xuất thép lớn nhất thế giới, Arcelor và Mittal, tuyên bố sẽ sáp nhập.

## Thứ hai, ngày26 tháng 6
- Ông Nguyễn Phú Trọng được bầu làm Chủ tịch Quốc hội Việt Nam, thay cho ông Nguyễn Văn An đã xin từ nhiệm.
- Thủ tướng Đông Timor Mari Alkatiri từ chức vì trách nhiệm đã gây ra khủng hoảng chính trị ở nước này.
- Hoa Kỳ tuyên bố sẽ triển khai tên lửa không đối không tại Nhật Bản để đối phó với các vụ thử tên lửa của CHDCND Triều Tiên.

## Thứ ba, ngày27 tháng 6
- Armenia và Azerbaijan đồng ý tổ chức cuộc trưng cầu dân ý tại Nagorno-Karabakh về mức tự trị của miền ly khai này.
- Quốc hội Việt Nam lần lượt thông qua các chức danh Chủ tịch Quốc hội, Chủ tịch nước Việt Nam, Thủ tướng Việt Nam đối với các ông Nguyễn Phú Trọng, Nguyễn Minh Triết và Nguyễn Tấn Dũng thay cho Nguyễn Văn An, Trần Đức Lương, và Phan Văn Khải.

## Thứ tư, ngày28 tháng 6
- Cộng hòa Montenegro được nhận vào Liên Hợp Quốc là thành viên thứ 192, sau khi nó rút khỏi Serbia và Montengro.

## Thứ năm, ngày29 tháng 6
- Tối cao Pháp viện Hoa Kỳ quyết định trong vụ Hamdan kiện Rumsfeld rằng các ủy ban quân sự dùng để xét xử một số tù nhân tại Vịnh Guantánamo không hợp pháp.
- Phụ nữ tại Kuwait được bỏ phiếu trong cuộc tổng tuyển cử lần đầu tiên.
- Đảng Dân chủ 66 rút khỏi nội các liên hiệp của Thủ tướng Hà Lan Jan Peter Balkenende do vụ Ayaan Hirsi Ali.

## Thứ sáu, ngày30 tháng 6
- Nghị viện Pháp thông qua DADVSI, một đạo luật nhạy cảm về quyền tác giả.